# Lymantria grisescens
Lymantria grisescens este o specie de molii din genul Lymantria, familia Lymantriidae, descrisă de Otto Staudinger 1887 Conform Catalogue of Life specia Lymantria grisescens nu are subspecii cunoscute.